# 塔尔济
塔尔济（法語：Tarzy，法語發音：[taʁzi]）是法国阿登省的一个市镇，属于沙勒维尔-梅济耶尔区。

## 地理
塔尔济（49°52'13"N, 4°17'42"E）面积10.12 平方千米，位于法国大東部大區阿登省，该省份为法国北部内陆省份，西接埃纳省，南至马恩省，东临默兹省，北与比利时接壤。
与塔尔济接壤的市镇（或旧市镇、城区）包括：昂特尼、欧日、弗利尼、讷维尔莱博略、小锡尼。

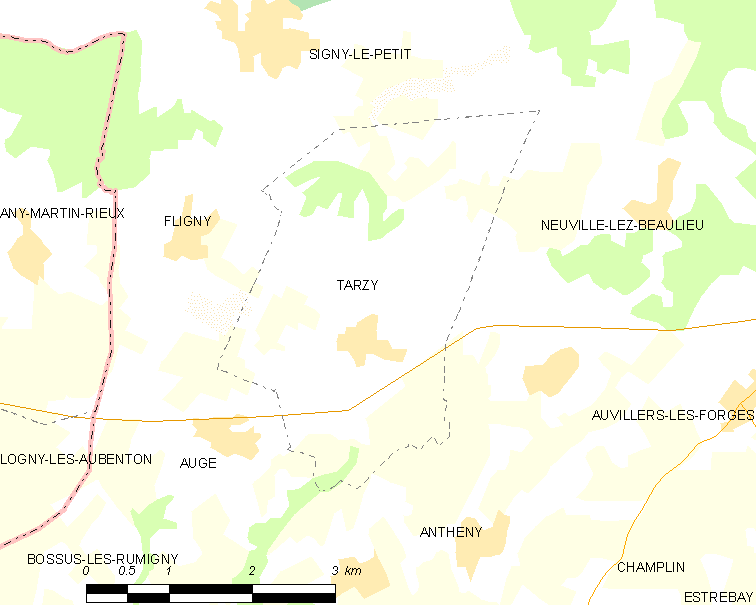
塔尔济的OSM定位图

塔尔济的时区为UTC+01:00、UTC+02:00（夏令时）。

## 行政
塔尔济的邮政编码为08380，INSEE市镇编码为08440。

## 政治
塔尔济所属的省级选区为罗克鲁瓦县。

## 人口

1962-2008年间塔尔济人口变化图示

塔尔济于2022年1月1日时的人口数量为123人。